# Geschichtserzählung
Unter Geschichtserzählung versteht man eine in der Regel durch die Lehrkraft im Unterricht vorgetragene Erzählung historischer Inhalte, die sich durch Homogenität, Literarizität und Fiktionalität auszeichnet. Die Lehrkräfte können die Geschichten selbst gestalten oder aus dem Pool bereits vorhandener Geschichten übernehmen (Vorlesung oder Lehrervortrag). Auch Schüler können Geschichtserzählungen erstellen. Die Fähigkeit dazu gehört zur narrativen Kompetenz.

## Geschichtserzählung in historischer Perspektive
Die Geschichtserzählung kann im Rahmen der mündlichen Überlieferung auf eine lange Tradition zurückblicken. Sie war bis in die 1960er Jahre hinein gängiger Bestandteil des Geschichtsunterrichts. Im Zuge der 68er-Bewegung und der damit verbundenen Revision von Unterrichtsmethoden rückte die Geschichtserzählung ins Visier der Kritiker, die ihr vorwarfen, mehr Wert auf suggestive Unterhaltung denn auf eigenes Denken zu legen. Und tatsächlich zeichneten sich viele Erzählungen durch starke Personalisierung oder eine unreflektierte Eindeutigkeit der dargestellten Ereignisse aus.
In der DDR blieb die Geschichtserzählung, die durch den Mühlstädt (s. u.) allgemein verbreitet war, als Methode unangefochten, weil die erwünschte Wirkung politisch-ideologisch genehm war. Dies zeigen besonders die Erzählungen zu Ernst Thälmann.
Die Kritik lässt sich größtenteils auf Gattungsmerkmale zurückführen. So kann es zum Beispiel den Anschein haben, dass historische Fakten hinter den literarischen Mitteln zurücktreten oder gerade die geschlossenen Erzählverläufe die kritisierte Eindeutigkeit suggerieren.
Andererseits darf nicht vergessen werden, dass besonders das fiktionale Erzählen die Entwicklung der Imaginationsfähigkeit der Schülern zu stützen vermag. Außerdem ist eine intensive Beschäftigung mit Geschichte nur dann möglich, wenn die Emotionen der Schüler angesprochen werden. Kaum eine andere Form der Geschichtsvermittlung kann so anschaulich und lebendig sein. Vor allem ihr exemplarischer Charakter ermöglicht es, auch abstrakte und komplizierte Ereignisse für Schüler verständlich zu machen.

## Wichtige Kriterien
Um ein möglichst hohes Maß an Historizität zu erreichen und eine eindeutige Sichtweise zu vermeiden, müssen Geschichtserzählungen gewisse Kriterien erfüllen. Dazu zählen:
- Triftigkeit des Darstellungsgegenstandes
- historische Korrektheit (Ort, Zeit, Figuren, Handlungen, Gedanken und Gespräche müssen historisch vorstellbar sein)
- Ermöglichung von Multiperspektivität
- sinnvolle Personifizierung (nicht unbedingt Personalisierung)
- irritierende Momente, die zu kritischem und distanziertem Denken anregen

## Weiterführende Literatur

### Theorie
- Quandt, Siegfried, Süssmuth, Hans (Hrsg.): Historisches Erzählen. Formen und Funktionen. Vandenhoeck & Ruprecht, Göttingen 1982, ISBN 3-525-33475-3
- Rohlfes, Joachim: Geschichtserzählung, in: GWU 48, 1997, S. 736–743.
- Baumgärtner, Ulrich, Schreiber, Waltraud (Hrsg.): Geschichts-Erzählung und Geschichts-Kultur. Zwei geschichtsdidaktische Leitbegriffe in der Diskussion. Utz, München 2001 (Münchener geschichtsdidaktisches Kolloquium, Heft 3), ISBN 3-89675-967-1
- Barricelli, Michele: Schüler erzählen Geschichte. Narrative Kompetenz im Geschichtsunterricht. 3. Aufl., Wochenschau, Schwalbach/Ts. 2008, ISBN 978-3899741681
- Hans-Jürgen Pandel: Historisches Erzählen. Narrativität im Geschichtsunterricht. Wochenschau, Schwalbach/Ts. 2009, ISBN 978389974532-0

### Geschichte
- Rudolf Bonna: Die Erzählung in der Geschichtsmethodik von SBZ und DDR, nebst einem Quellenband. Brockmeyer, Bochum 1996, ISBN 3-8196-0390-5

### Praktische Beispiele
- Harald Parigger: Geschichte erzählt: von der Antike bis zum 20. Jahrhundert. Cornelsen Scriptor, Berlin 1994, ISBN 3-589-20940-2
- Harald Parigger (Hrsg.): Die Fundgrube für den Geschichts-Unterricht. Das Nachschlagewerk für jeden Tag. Cornelsen Scriptor, Berlin 1996, ISBN 3-589-21062-1
- Herbert Mühlstädt: Erlebte Geschichte(n). 2 Bde., Volk und Wissen, Berlin 2003/2005, ISBN 3-06-112258-3 (Neubearbeitung der in der DDR verbreiteten Version durch Bernd Hildenbrand)